# Deepwater, New South Wales
Deepwater är en ort i Australien. Den ligger i kommunen Glen Innes Severn och delstaten New South Wales, i den sydöstra delen av landet, omkring 490 kilometer norr om delstatshuvudstaden Sydney. Antalet invånare är 486.
Trakten runt Deepwater är nära nog obefolkad, med mindre än två invånare per kvadratkilometer.. Det finns inga andra samhällen i närheten.
Trakten runt Deepwater består till största delen av jordbruksmark. Genomsnittlig årsnederbörd är 1 013 millimeter. Den regnigaste månaden är januari, med i genomsnitt 176 mm nederbörd, och den torraste är oktober, med 37 mm nederbörd.